# South Earlswood
South Earlswood är en by i Surrey i England. Byn är belägen 27,6 km 
från Guildford. Orten har 4 583 invånare (2015).